# Zacarías de Siresa
Zacarías de Siresa fue durante el siglo IX el primer abad del monasterio de San Pedro de Siresa, fundado tras la creación del Condado de Aragón y situado en el valle pirenaico de Hecho. Organizó el monasterio de acuerdo con las reglas fijadas en 816 en un sínodo celebrado en Aquisgrán, inspiradas en la regla de Crodegango de Metz.